# Юань-ван
Юань-ван (кит. трад.: 元王; піньїнь: Yuán) — 15-й ван Східної Чжоу, син і спадкоємець Цзін-вана II.